# Stanley Miller
Stanley Lloyd Miller (Oakland, 7. ožujka 1930. – National City, 20. svibnja 2007.) bio je američki kemičar, poznat po svom istraživanju podrijetla života. Posebno je poznat Miller-Ureyev eksperiment kojim je dokazao da je moguć nastanak organskih molekula iz jednostavnih anorganskih spojeva djelovanjem jednostavnih fizikalnih pojava kao topline i električne struje. Pokusom je pokušao simulirati prilike za koje se smatralo da su postojale na Zemlji u prvim fazama nastanka.

## Životopis
Stanley Miller rođen je u Oaklandu u Kaliforniji 7. ožujka 1930. Studirao je na sveučilištu Berkeley, gdje je diplomirao 1951., a doktorirao je kemiju na sveučilištu u Chicagu 1954. Njegov mentor za stjecanja doktorata bio je Harold Urey, dobitnik Nobelove nagrade za kemiju 1934.
Bavio se istraživačkim radom najprije na California Institute of Technology (Caltech) 1954., ali nakon samo godinu dana odlazi na sveučilište Columbia, New York na kojem radi sljedećih pet godina. Vraća se u Kaliforniju 1960. gdje dobiva mjesto asistenta profesora kemije na sveučilištu u San Diegu, a od 1968. postaje profesor kemije na istom sveučilištu. Bio je član američke Državne akademije znanosti (National Academy of Sciences), a dobio je i Oparinovu medalju za izučavanje nastanka života na Zemlji. Miller umire 2007. od srčane insuficijencije u 77. godini u klinici u blizini svog doma u National Cityju u Kaliforniji.

## Istraživački rad
Njegov je istraživački rad na području kemije bio usmjeren na izučavanje prirodnog formiranja plinskih klatrata, na objašnjenje mehanizma djelovanja anestezije, a najviše na izučavanje kemijskih početaka života. Zajedno s doktorskim mentorom Haroldom Ureyem, Miller je izveo 1953. pionirski pokus da bi potvrdio hipotezu Aleksandra Oparina i J.B.S. Haldanea da su prve organske molekule na Zemlji potrebne za život nastale od jednostavnih anorganskih spojeva. Miller i Urey su pretpostavili da je rana Zemljina atmosfera bila reducirajuća, vrlo slična onoj na vanjskim plinskim planetama sunčevog sustava kao npr. na Jupiteru. U Miller-Ureyevom pokusu jednostavni su kemijski spojevi, kao amonijak, metan, vodik i vodena para bili izloženi električnim pražnjenjima koji su simulirali munje, što je razvilo kemijske reakcije koje su kao rezultat imale formiranje niza organskih spojeva, između ostalog i četiriju aminokiselina, molekula koje su sastavni dijelovi bjelančevina. 1958. godine Miller je ponovio pokus u izmijenjenom obliku, dodavši sumporovodik i dobio je kao rezultat neke organske molekule koje sadrže sumpor, između ostalih i metionin.
Nakon njegove smrti 2007. neki su njegovi suradnici pronašli stare zapečaćene uzorke pokusa iz 1958. i suvremenim metodama dokazali da je broj aminokiselina i drugih organskih spojeva važnih za nastanak života formiranih u pokusu bio u stvari puno veći.